# فهرست مسئله‌های حل‌نشده در فلسفه
فهرستی از مسائل حل نشدهٔ فلسفه بر پایهٔ زمینه آنها:

## زیبایی‌شناسی

### ذات باوری
ذات‌باوری در هنر، به معنایِ آن است هنرمند، برایِ یک شیء به دنبالِ حقیقتِ آن باشد. ذات‌باوری یکی از مفهوم‌هایِ مهمِ نهفته در هنرِ انتزاعی است. به عنوانِ مثال برخی از تاریخ‌نگاران، معتقدند که پیت موندریان، جهانِ اطراف‌اش را از دیدگاهِ ذات‌باورانه می‌دیده است. نقاشی‌هایِ او با نامِ درختان (۱۹۱۲) تنه از خط‌ها و نیم‌دایره‌ها ساخته شده است که در ظاهر هیچ شباهتی به درخت ندارد، اما موندریان، ذاتِ درخت را که خط‌هاییِ افقی و عمودی می‌دیده است، به تصویر کشیده.

## معرفت‌شناسی

### مسئله گتیه
افلاطون، در ته‌تتوس، منون و دیگر مکالمه‌هایِ خود، عنوان کرد که معرفت را می‌توان به شکلِ «باورِ صادقِ موجه» صورت‌بندی کرد. بیش از دو هزار سال، فیلسوفانِ پس از افلاطون، پذیرفته بودند که شرطِ لازم برایِ آن‌که به شناختِ چیزی دست یافته باشیم، آن است که شناختِ ما بر مبنایِ «موجه بودن»، «صادق بودن» و «باور داشتن» بنا شده باشد.

اگر چه در سالِ ۱۹۶۳، ادموند گتیه، در مقاله‌ای معروف، حالت‌هایی را به تصویر کشید که در آن‌ها، باورِ صادقِ موجه، به شناختِ یک چیز ختم نشده است و این پرسش را پیش نهاد که شرط‌هایِ لازم و کافی برایِ معرفت کدام‌اند؟ در پاسخ به مسئلهٔ گتیه، مقاله‌هایِ بسیار زیادی از آن زمان تا به امروز نوشته شده و سعی در تصحیحِ شرطِ‌هایِ لازم و کافیِ معرفت داشته‌اند، هر چند که هر کدام از این تصحیح‌ها، خود با مثال‌هایی نقض همراه بوده‌اند.

## مسئله شر
مسئله شر پرسش چگونگی وفق‌دادن وجود شر و رنج با خدایی قادر مطلق، خیرخواه مطلق و دانای مطلق است. آن‌طور که اولین نطق شناخته‌شده از آن توسط فیلسوف یونانی اپیکور می‌گوید: «آیا خدا خواهان جلوگیری از شر است، اما قادر نیست؟ پس او قادر مطلق نیست. آیا قادر است، ولی خواهان نیست؟ پس او بدخواه است. آیا هم قادر است و هم خواهان است؟ پس از کجا شر می‌آید؟ آیا نه قادر است و نه خواهان؟ پس چرا او را خدا می‌گوییم؟» که این را دیوید هیوم به وی نسبت داده و معروف کرده است. یک برهان شر ادعا می‌کند که چون شر وجود دارد، یا خدا وجود ندارد، یا خدا همه آن سه ویژگی گفته‌شده را ندارد.

### سه‌گانه مونشهاوزن
سه‌گانهٔ مونشهاوزن، استدلالی است که تلاش می‌کند نشان دهد حتی در زمینه‌هایی همچون منطق یا ریاضی هم ما راهی برایِ اثباتِ یک گزاره نداریم؛ بنابراین استدلال، برایِ اثباتِ هر گزاره‌ای سه راه بیشتر نداریم: یا باید گرفتارِ دور شویم، یا گرفتارِ تسلسل یا اینکه مجبوریم به اصل‌هایِ اثبات‌نشده به عنوانِ پایهٔ اثبات، رو بیاوریم. به این ترتیب، هیچ اثباتِ حقیقی‌ای برایِ یک گزاره وجود ندارد.

## اخلاق

### شانس اخلاقی
به نظر می‌رسد که برخی از مردم، در شرایطی به دنیا می‌آیند، زندگی می‌کنند و وضعیت‌هایی را تجربه می‌کنند که می‌تواند سبب شود رفتارِ آن‌ها در یک وضعیتِ اخلاقیِ خاص، ناپسند تلقی شود، در حالی‌که آن رفتار کاملاً خارج از کنترلِ آن‌ها بوده است.

نمونه‌ای از شانسِ اخلاقیِ مربوط به شرایط چنین خواهد بود: فردی فقیر، در خانواده‌ای فقیر به دنیا می‌آید و برایِ ادامهٔ حیات، چاره‌ای جز دزدیدنِ غذا ندارد. فردی دیگر، در خانواده‌ای بسیار ثروت‌مند به دنیا می‌آید و بدونِ آن‌که تلاشی بکند یا نیاز به دزدی باشد، غذایِ فراوانی دارد. آیا فردِ فقیر، به لحاظِ اخلاقی، گناه‌کارتر از فردِ ثروت‌مند است؟ به هر حال، این تقصیر او نبوده است که در خانواده‌ای فقیر متولد شده، مسئله، تنها مسئلهٔ «شانس» بوده است.

نمونه‌ای دیگر به بحثِ شانسِ اخلاقیِ مربوط به نتیجه بر می‌گردد: دو نفر، هر دو به گونه‌ای رفتار می‌کنند که به لحاظِ اخلاقی، سزاوارِ نکوهش هستند، مثلاً هر دو بی‌دقت، رانندگی می‌کنند. اما در نهایت، هر کدام نتیجهٔ متفاوتی می‌گیرد و میزانِ متفاوتی از خسارت را به بار می‌آورد. یکی از مسیر منحرف شده و یک عابرِ پیاده را زیر می‌گیرد، در حالی‌که دیگری، چنین اتفاقی برایش نمی‌افتد. این‌که یکی از رانندگان کسی را به قتل رسانده و دیگری نه، جزوِ رفتارهایِ ارادیِ رانندگان نبوده است، اما بیشترِ ناظران، راننده‌ای را که یک نفر را به قتل رسانده، بیشتر موردِ سرزنش قرار می‌دهند. (بنگرید به فایده‌گرایی)

مسئلهٔ اصلی شانسِ اخلاقی، این است که مسئولیتِ اخلاقیِ ما، چگونه می‌تواند تحتِ تأثیرِ فاکتورهایی قرار گیرد که در کنترل و اختیارِ ما نیستند.

## فلسفه زبان

### بی‌اعتقادی مور
این پارادوکس نخستین بار توسط جورج ادوارد مور بیان شد و هر چند در ابتدا، چندان موردِ توجه قرار نگرفت، اما زمانی که مور، آن را باشگاهِ علومِ اخلاقیِ کمبریج، به ویتگنشتاین ارائه کرد، ویتگنشتاین را بسیار تحتِ تأثیر قرار داد. این پارادوکس دراین‌باره است که جملهٔ «آلبانی مرکزِ نیویورک است، اما من به آن باور ندارم.» جمله‌ای نیست که لزوماً نادرست باشد، با این وجود به نظر می‌رسد که جمله‌ای پذیرفتنی نباشد چراکه گوینده نمی‌تواند به‌طورِ هم‌زمان، هم ادعا کند که آلبانی مرکز نیویورک است و هم آن را قبول نکند.

## فلسفه ریاضی

### شی‌هایِ ریاضی
عددها، مجموعه‌ها، گروه‌ها، نقطه‌ها و دیگر شیءهایِ ریاضی چه هستند؟ آیا آن‌ها شیءهایِ واقعی هستند یا تنها روابطی هستند که در تمامِ ساختارها وجود دارند؟ اگرچه چندین دیدگاهِ مختلف دراین‌باره وجود دارد، اما این دیدگاه‌ها را تقریباً، می‌توان در دو مکتبِ فکریِ زیر خلاصه کرد:
افلاطون‌گرایی، که می‌گوید شیءهایِ ریاضی، واقعی هستند و صورت‌گرایی که معتقد است شیءهایِ ریاضی، صرفاً سیستم‌هایِ صوری هستند. برایِ درکِ بهترِ مسئله، می‌توانیم فرضیهٔ پیوستار را بررسی کنیم. گودل و کوهن نشان دادند که این فرضیه را با کمکِ اصولِ موضوعهٔ نظریهٔ مجموعه‌هایِ تسرملو-فرانکل نه می‌توان اثبات کرد و نه می‌توان رد کرد. در این صورت یک صورت‌گرا، خواهد گفت که این فرضیه نه درست است و نه غلط است. در طرفِ مقابل، افلاطون‌گرا، ادعا خواهد کرد که این مسئله در نهایت یک جوابِ مشخص دارد (یا مجموعه‌ای که تعدادِ اعضایِ آن بینِ اعدادِ طبیعی و اعدادِ حقیقی باشد، وجود دارد یا این مجموعه وجود ندارد) چه ما بتوانیم جواب را اثبات کنیم و چه نتوانیم.
فرگه، کواین، گودل و پاتنم از جملهٔ افلاطون‌گرایان و دیوید هیلبرت شخصیتِ محوری مکتبِ صورت‌گرایی است.

## متافیزیک

### پارادوکس سوریتس
پارادوکسِ سوریتس، یا پارادوکسِ کپهٔ کاه، مسئله‌ای است دربارهٔ اینکه ما چه‌طور یک «چیز» را تعریف می‌کنیم؟ آیا یک کپهٔ کاه، یک کپهٔ کاه باقی می‌ماند، اگر ما یک عدد از کاه‌هایِ آن را برداریم؟ اگر پاسخ مثبت است، آن‌گاه، آیا اگر یک کاهِ دیگر را هم برداریم، باز هم یک کپهٔ کاه داریم؟ اگر ما همین‌طور به کارِ خود ادامه دهیم، در نهایت به مرحله‌ای می‌رسیم که دیگر با یک تودهٔ کاه مواجه نیستیم، اما مسئله این است: دقیقاً در کدام نقطه، دیگر با یک کپهٔ کاه مواجه نیستیم؟ اگر چه این مسئله، در ابتدا ممکن است سطحی به نظر برسد، اما با موضوعی مهم و بنیادین در ارتباط است: این که ما چه‌طور می‌توانیم اشیاء را تعریف کنیم.

## فلسفه ذهن

### آگاهی
آگاهی را راز و دشوارترین مسئله فلسفه ذهن دانسته‌اند.

### مسئله ذهن-بدن
مسئلهٔ ذهن-بدن، مسئله‌ای است که در حوزه‌هایِ متافیزیک و فلسفهٔ ذهن مطرح می‌شود و طراحِ آن در شکلِ امروزین‌اش، معمولاً رنه دکارت پنداشته می‌شود. مسئله از آن‌جا شروع می‌شود که به نظر می‌آید، ویژگی‌هایِ ذهنی، ویژگی‌هایِ کاملاً متفاوتی نسبت به ویژگی‌هایِ فیزیکیِ جهان هستند. ذهنِ انسان، چیزی متفاوت و فراتر از دیگر چیزهایِ مادی به نظر می‌رسد. اما در عینِ حال، پیشرفت‌ها در زمینهٔ علومِ عصبی، نشان داده است که ارتباطِ تنگاتنگی بینِ بخش‌هایِ معینی از مغز، با بخش‌هایِ معینی از حالت‌هایِ ذهنیِ انسان وجود دارد. سؤال این است که واقعاً چه‌طور این دو دستهٔ (حداقل در ظاهر) کاملاً متفاوت از چیزها، می‌توانند بر رویِ هم تأثیر بگذارند؟ تأثیری که هر کدام بر دیگری دارد تا چه حد است؟ آیا مغز کاملاً ذهن را کنترل می‌کند یا نه؟ آیا ذهن چیزی فراتر از مغز (مثلاً یک روح) است یا نه؟

### شناخت و هوش‌مصنوعی
اگرچه این مسئله صورت‌بندیِ ساده‌ای دارد، اما خود باعث پدید آمدن یک شاخهٔ جدید علمی شده است. نخست، آن‌که هوش چیست و شرط لازم برایِ هوشمند بودنِ یک موجود چیست؟ به علاوه چه رابطه‌ای بینِ هوش و آگاهی وجود دارد و آیا هوش‌مند بودن، شرطِ لازم برایِ آگاهی است یا نه؟ سؤال دوم این است که چگونه ناظرِ خارجی می‌تواند این شرط‌ها را آزمایش کند؟ آزمونِ تورینگ معمولاً به عنوانِ آزمایشی برایِ سنجشِ آگاه بودن یا آگاه نبودنِ یک موجود، مطرح می‌شود، هرچند که برخی آن را آزمایشی کافی نمی‌دانند.

## فلسفه علم

### مسئله استقراء
مسئلهٔ استقراء، مسئله‌ای فلسفی است درباره‌یِ اینکه آیا استدلالِ استقرایی به شناخت منجر می‌شود؟ به عبارتِ دیگر این مسئله درباره‌یِ این است که آیا ما موجه‌ایم که استدلال‌هایی از نوعِ زیر انجام دهیم:
1. بر مبنایِ تعدادِ محدودی از مشاهده‌ها درباره‌یِ یک رویداد، حکمی کلی درباره‌یِ آن رویداد ارائه دهیم. (مثلاً: تمام قوهایی که دیده‌ایم سفید بوده‌اند. پس تمامِ قوها سفید هستند)
2. چون مجموعه‌ای از رویدادها، همیشه در گذشته روی داده‌اند، در آینده نیز روی می‌دهند. (بسیاری از قوانین فیزیک این چنین به دست می‌آیند؛ مثلاً: روشن کردنِ کامپیوتر، تا به حال هیچ وقت به انفجارِ خانه ختم نشده است، پس باز هم این اتفاق روی نمی‌دهد)

به عبارتی مسئله این است که از کجا می‌دانیم که فردا، باز هم خورشید طلوع خواهد کرد؟